# Luis Roberto Álvarez
Luis Roberto Álvarez Martín (* 1. April 1982 in Salamanca) ist ein spanischer Radrennfahrer.

## Karriere
Luis Roberto Alvarez gewann 2004 eine Etappe bei der Vuelta a Zamora. Im nächsten Jahr wurde er Erster der Gesamtwertung bei der Vuelta a Extremadura. Im Jahr 2007 wurde er Zweiter der Gesamtwertung bei der Vuelta a Navarra. 2008 gewann er eine Etappe bei der costa-ricanischen Vuelta de Higuito.

## Erfolge
2005
- Gesamtwertung Vuelta a Extremadura

## Teams
- 2006 Viña Magna-Cropu (ab 14.06.)
- 2007 Viña Magna-Cropu
- 2008 Burgos Monumental